# Zat (rivière)
Ne doit pas être confondu avec l'oued Za, autre cours d'eau marocain, affluent de la Moulouya.
L’oued Zat (arabe : واد الزات ; berbère : Asif Zat  ou ⴰⵙⵉⴼ ⵣⴰⵜ), est un cours d'eau marocain, affluent de rive gauche de l'oued Tensift, dont le sous-bassin se situe dans la région Marrakech-Safi, essentiellement dans la province d'Al Haouz et, dans sa partie extrême aval, dans la préfecture de Marrakech. Il prend sa source dans le Haut Atlas et se jette dans le Tensift, à une dizaine de kilomètres à l'est de Marrakech.

## Cours
Le Zat prend sa source sur un haut plateau situé à 3 200 mètres d'altitude, coincé entre le Jbel Taska n'Zat (3 912 mètres) et l'Adrar Meltsen (3 595 mètres), haut-plateau dominant Sti Fadma et le fond de la vallée de l'Ourika. Ce haut plateau constitue un lieu de pâture (agdal) prisé des habitants du Haut-Zat. Le cours d'eau poursuit sa descente selon un axe sud-ouest / nord-est. Il irrigue les cultures vivrières en terrasse de nombreux villages enclavés. À la hauteur du village d'Ansa, à 1 500 mètres d'altitude, la rivière change de direction et coule vers le nord. Sur près de 17 kilomètres, elle reçoit plusieurs petits affluents et irrigue plusieurs terrasses, la plus importante étant celle d'Aît Waguestite. 
Arrivée à hauteur de Tighedouine, centre de la commune du même nom, la rivière quitte le domaine montagneux pour entrer dans le piémont. La route RP2016 est asphaltée et large. Le tourisme dans cette portion de la vallée est en plein essor, encouragé par un tissu associatif dynamique. En 2019, la vallée du Zat faisait l'objet d'une candidature, portée par le Musée national d'histoire naturelle de Paris, par l'Université Cadi Ayyad et l'Universitat Autonoma de Barcelona, pour inscrire la vallée au Réseau mondial des Géoparcs.
À sa sortie du piémont et en entrant dans la plaine, le Zat a un débit d'environ 3 m3/s (débit mesuré au niveau de la station Taferiate). Il traverse la commune de Tidili Mesfioua, puis s'oriente vers l'ouest. Il longe la ville d'Aït Ourir, traverse la commune rurale d'Aït Faska. En plaine, le Zat a une hydrographie complexe, tout comme son voisin, l'oued Ourika. Les deux rivières se joignent quelques kilomètres avant de confluer dans le Tensift, pour former l'oued Lahjar, un cours qui, comme son nom le laisse entendre, a un lit très large, rocailleux et la plupart du temps à sec. Comme l'Ourika, la rivière est en effet saignée à blanc par les exploitations agricoles du sous-bassin. En plaine comme en montagne, la petite et moyenne hydraulique domine, occupant une superficie de 26 000 hectares dans le sous-bassin, là où la grande hydraulique, alimentée essentiellement par le canal de rocade, n'occupe que 1 500 hectares.

## Caractéristiques
Le sous-bassin du Haouz occupe une superficie de 921 km². L'oued Zat en lui-même mesure 89 kilomètres et 110 kilomètres avec ses petits affluents. Le point culminant du sous-bassin est de 3912 m (Jbel Taska n'Zat) tandis que le point le plus bas est à 495 m d'altitude.  La pente moyenne du cours d'eau est de 3,83%. Le débit maximum de l'oued est atteint au mois d'avril, en période de fonte des neiges. Le débit moyen sur l'année est de 3 m3/s (débit mesuré au niveau de la station Taferiate), dans le piémont.

## Barrages
Il n'existait en 2019 aucun barrage sur l'oued Zat. Deux retenues collinaires et 20 saguias constituent les seuls aménagements réalisés sur l'oued. La construction d'un barrage est néanmoins prévue, à Aït Ziat, à 42 kilomètres au sud-est de Marrakech, en zone de piémont. Le barrage aura les caractéristiques suivantes :
- Bassin versant : 522 km²
- Apport moyen annuel : 125,5 Mm³ / an
- Volume de la retenue : 45 Mm³
- Type de barrage : digue à noyau central étanche
- Hauteur max sur fondation : 56 m
- Longueur de la crête : 680 m[2]